# Mario Calderara

Mario Calderaras Wassergleiter, 1907

Mario Calderara (* 10. Oktober 1879 in Verona; † 10. August 1944) war ein italienischer Marineoffizier und Flugpionier.
Calderara wurde als Sohn eines Alpini-Generals geboren. Von 1898 bis 1901 besuchte er die Marineakademie in Livorno. Der vom Fliegen faszinierte Calderara unternahm ab 1903 erste Experimente mit einfachen Gleitern. Im Jahr 1905 nahm er schriftlich Kontakt mit den Gebrüdern Wright auf. Mit Unterstützung der italienischen Marine konstruierte er 1906 in La Spezia Doppeldecker, die von einem motorgetriebenen Boot über das Wasser gezogen wurden. 1907 stürzte er bei einem Probeflug ab und wurde schwer verletzt. 1908 wechselte er als Entwurfszeichner zu dem französischen Flugzeugbauer Gabriel Voisin nach Paris. 1909 baute er ein eigenes Motorflugzeug, mit dem er (in Frankreich) einen ersten erfolgreichen Flug absolvierte. 
1909 nahm er bei einer Flugschau in Brescia (literarisch bekannt geworden durch Franz Kafkas Bericht Die Aeroplane in Brescia) als Pilot den Dichter Gabriele D’Annunzio auf einen Rundflug mit. Er erhielt für seine dortigen Erfolge die italienische Fluglizenz mit der Nummer „1“. 1911 konstruierte er ein Wasserflugzeug. 
Während des Ersten Weltkriegs diente er an Bord verschiedener Kriegsschiffe. Ab 1917 wurde er von der Marine-Leitung mit dem Kommando über eine Pilotenschule am Lago di Bolsena betraut. Hier bildete er vor allem amerikanische Piloten an Wasserflugzeugen aus. 1923 bis 1925 war er als Luftfahrt-Attaché an der italienischen Botschaft in Washington. Danach wurde er Geschäftsmann und ließ sich in Paris als Repräsentant von US-Flugzeugunternehmen nieder. Zu Beginn des Zweiten Weltkriegs wurde er dort jedoch enteignet und musste das Land verlassen.